# Вега (обсерватория)
Астрономическая школа «Вега» (АШ «Вега») — детское образовательное учреждение и детская обсерватория в Железнодорожном (Балашиха, Московская область).
Кружок существует с 1972 года; обсерватория открыта 19 мая 1985 года. До 2010 года носила название «Межшкольный астрономический центр (МАЦ) „Вега“».
Девиз «Веги»: «Per aspera ad astra!» — по-латыни: «Через тернии к звездам!». Есть у «Веги» и свой гимн.

## Описание
Основное направление работы «Веги» — преподавание астрономии школьникам города Железнодорожного. Сотрудники «Веги», помимо кружковых занятий, читают популярные лекции для школ города. За год проводится до 100—120 лекций. Помимо этого, «Вега» проводит реферативную конференцию «Веговские чтения», конкурс «Эра фантастики», городскую олимпиаду по астрономии, массовые наблюдения для жителей города.
Основные темы научно-практической работы «Веги» — наблюдения Солнца, метеоров, приборостроение, фотометрия, спектроскопия.
С 1981 года в г. Железнодорожном по инициативе АШ «Вега» ежегодно проводится реферативная астрономическая конференция учащихся «Веговские чтения». В 2003 году конференция получила областной статус. Число её участников ежегодно увеличивается, к работе на конференции подключаются школьные коллективы из разных городов Московской области и Москвы.
С 1987 года проводится конкурс детского рисунка и фантастического рассказа «Эра Фантастики». В конкурсе участвуют рисунки, рассказы, стихотворения, компьютерная графика, костюмы, театральные постановки. Ежегодно в конкурсе принимает участие более 1000 работ. Лучшие работы конкурса публикуются в художественном альманахе.
Традиционно «Вега» каждый год готовит и проводит 4 крупных мероприятия:
1. городскую астрономическую олимпиаду (ноябрь-январь, с 1974 года),
2. реферативную конференцию «Веговские чтения» (май, с 1981 года)[3],
3. конкурс детского научно-фантастического рассказа и рисунка «Эра фантастики» (март-апрель, с 1985 года),
4. экспедицию для проведения астрономических наблюдений в Крым (июль-август, с 2001 года).

С 2005 года на телевизионном канале Железнодорожного выходит программа «Говорит и показывает „Вега“», рассказывающая об обсерватории и о космосе. Её готовят сотрудники и ученики «Веги» вместе с журналистами.
В «Веге» проводятся демонстрационные астрономические наблюдения для всех желающих, а также действует бесплатный астрономический лекторий. В 2004/2005 учебном году было прочитано более 100 лекций, на которых присутствовали около 2000 школьников. По состоянию на 2005 год в «Веге» учились 100 детей. Трое выпускников стали профессиональными астрономами. Научно-исследовательской работой занимается и ряд других выпускников.
Основной инструмент обсерватории — 40-сантиметровый рефлектор системы Ричи — Кретьена (с 1988 года). Кроме того, есть 37-сантиметровый горизонтальный солнечный телескоп (с 2004 года), 11-сантиметровый астрограф АААМ и ряд других инструментов. Некоторые установки кружковцы делают сами: электрофотометр, фотографический метеорный патруль, метеостанцию, приборы для определения яркости неба, прозрачности атмосферы и другие.

## История
Осенью 1972 года в комнате Дома пионеров города Железнодорожного состоялось первое занятие астрономического кружка. Его создателем и руководителем стал любитель астрономии Михаил Прохорович Татарников. Площадь помещения, в котором занимался кружок, росла вместе с его авторитетом, и к концу 1973 года кружок занимал уже лучшее помещение Дома пионеров. В этом помещении прошли первые 13 лет жизни астрономического кружка. Из первых кружковцев наиболее активными были: Панков Игорь, Есаян Рубен, Щегольков Игорь, Малашенкова Галя и Ивлев Олег.
В начале 1973 года директор Дома пионеров выделила средства, и в кружке появился первый телескоп (школьный рефрактор) и наглядные пособия. Имея простейший телескоп, кружок начал проводить массовые наблюдения для жителей города. Телескоп выносился на улицу, и все желающие наблюдали в него.
В 1973 году впервые был поставлен вопрос о строительстве обсерватории. К концу года удалось получить партию неликвидных оптических и электроизмерительных приборов из московского НИИ, и кружковцы приступили к выполнению практических и лабораторных работ. В том же году Отдел астрономии Московского городского дворца пионеров подарил «Веге» 4-х дюймовый рефрактор, на котором работал ещё П. К. Штернберг. Наблюдения с этим телескопом требовали наличия места для его установки. Поэтому в 1974 году кружковцы занимались строительством астрономической площадки. Площадка дала возможность проводить аппаратные наблюдения. В 1976 году на этой площадке проводились наблюдения частного солнечного затмения, а в 1978 году массовые наблюдения полного лунного затмения, в наблюдении которого приняли участие более 200 жителей города Железнодорожного.
В 1974-75 учебном году была организована и проведена первая городская олимпиада школьников. В олимпиаде приняло участие порядка 400 учащихся. Весной 1975 года кружковцы единогласно решили присвоить кружку название «Вега».
В августе 1976 в результате успешного выступления ребят со своими докладами, «Вега» стала лауреатом 3-го Всесоюзного слёта юных астрономов. В 1977 году кружок подключился к программе «ГЕОС» по изучению солнечно-земных связей, разработанной во Дворце пионеров. В 1977-78 году разрабатываются и изготавливаются установки для обработки солнечных спектров. Весной 1977 года «Вега» организовала и провела 2-ю городскую астрономическую олимпиаду. В 1977 году удалось съездить в Одессу и привезти оттуда типовой проект обсерватории. Начался выбор места строительства.
В 1978 году в г. Челябинске проводился 2-й Всероссийский слёт Научных обществ учащихся. «Вегу» пригласили участвовать в нём. Делегатами слёта стали Астахов Андрей и Яркова Юля. Ребята выступили удачно и «Вега» стала лауреатом слёта.
В 1979 году в пионерском лагере «Орленок» состоялся 4-й Всесоюзный слёт Юных астрономов. Делегатами «Веги» были Щивьев Валера и Астахов Андрей. «Вега» опять попала в число лауреатов. В 1978 году руководителя «Веги» пригласили участвовать во Всесоюзном совещании руководителей детских астрономических коллективов в городе Симферополе. Доклад, сделанный им, вызвал интерес, и совещание рекомендовало всячески изучать и распространять опыт работы кружка «Вега». В начале 1980 года с успехом проведена 3-я городская астрономическая олимпиада.
Летом 1980 года большая группа веговцев занималась строительством обсерватории. К этому времени стало известно, что обсерватория будет строиться на базе старого жилого дома рядом со строящейся 11-й школой. За лето веговцам удалось сделать фундаменты, возвести под перекрытие все стены и перегородки, забетонировать полы. Весной 1981 года «Вега» пробует новую форму работы со школьниками — проведение городских астрономических конференций. На первом этапе школьники пишут рефераты по различным разделам астрономии, на втором авторы лучших рефератов зачитывают их перед жюри и зрителями. Конференция прошла успешно. В 1990-х годах конференция стала проводиться каждый год и получила название «Веговские чтения».
В июле 1981 года предстояло полное солнечное затмение, видимое с территории СССР. Полоса затмения проходила по западной Сибири. Веговцы начали готовить экспедицию. Разработали и утвердили в Московском отделении Всесоюзного асторономогеодезического общества научный план экспедиции; изготавливали и испытывали приборы и установки, добывали деньги на дорогу. Экспедиция прошла удачно.
В 1981 году в Москве проходил Международный конкурс на лучший космический проект «Малый интеркосмос». Работы веговцев Щивьева Валеры и Одинцова Олега вызвали интерес и были отмечены дипломами.
Летом 1982 года в городе Симферополе состоялся 5-й Всесоюзный слёт юных астрономов. Делегация «Веги» представляла не только город Железнодорожный, но и всю Московскую область. В составе делегации были: Щевьев Михаил, Елкина Юля и Козыревич Дима. Доклады веговцев вызвали интерес и «Вега» снова вернулась домой лауреатом слёта.
В феврале 1981 строители приступили к работе, доложили недостроенные стены и остановились, сославшись на отсутствие акта о пригодности фундамента, а также потребовали утверждённый проект. После многих попыток получили официальное заключение — фундамент плохой, стены тонкие. Единственный выход ломать и делать все заново. 27 декабря строители приступили к работе — сломали старое здание. В 1983 году «Вега» проводит 4-ю городскую астрономическую олимпиаду. В 1984 году «Вега» организует и успешно проводит 2-ю городскую астрономическую конференцию школьников. Финал конференции проводится в актовом зале Дома пионеров.
В 1984 году в журнале «Земля и Вселенная» публикуется статья руководителя объединения «Вега» под названием «Астрономический кружок „Вега“». В 1999 году там же была опубликована статья «25 лет „Веге“», а в другие годы — ряд статей об отдельных событиях из жизни объединения.
Строители обсерватории проложили канализацию и водопровод, сделали кровлю, поставили рамы, застеклили окна. Здание не охраняется, стекла бьют, двери ломают, рамы растаскивают.
25 мая 1986 года состоялось торжественное открытие обсерватории «Вега».
В 1986 году должен был состояться 6-й Всесоюзный слёт юных астрономов. «Вега» опять представляла всю Московскую область и поэтому делегация состояла из пяти кружковцев и руководителя.
В 1987 году проводится 5-я городская астрономическая олимпиада. Весной 1989 года организуется и проводится 3-я городская астрономическая конференция школьников.
В 1988 году в «Вегу» попал 40-сантиметровый рефлектор системы Ричи — Кретьена, ранее стоявший на горе Майданак.
В 1993 году в Московском Дворце пионеров проводилась юношеская астрономическая конференция «Поиск-93». Алашкина Оля, активная участница этих работ, доложила о них в своём докладе и заняла первое место.
В 1994 году организована и проведена 6-я городская астрономическая олимпиада. В 1995 году проведён второй региональный конкурс «Эра фантастики», который прошёл с большим успехом. В этом же году проведена очередная астрономическая конференция.
В декабре 1995 года обсерваторию передают Станции юных техников (СЮТ). В 1996 году «Вега» впервые принимает участие в Международной космической олимпиаде в городе Королёве. В этом же году «Вега» организует и проводит 4-ю городскую астрономическую конференцию. В конференции приняли участие представители Москвы и Балашихи.
1997 год «Вега» начала успешным проведением 7-й городской астрономической олимпиады. С огромным успехом был проведён третий региональный конкурс фантастического рассказа и рисунка «Эра фантастики». Около двухсот работ поступило на этот конкурс из Реутово, Балашихи и Железнодорожного. Организована и проведена 5-я городская астрономическая открытая конференция. В октябре веговцы приняли участие в очередной Международной космической олимпиаде в городе Королёве.
Веговцы Мурченко Алексей и Супрун Иван заняли первое место на «XXII всероссийской открытой конференции обучающихся „Национальное достояние России XXII“», проходившей с 29 марта по 1 апреля 2007 года в посёлке Непецино Коломенского района Московской области.
4 мая 2004 года вошёл в строй горизонтальный солнечный телескоп с диаметром зеркала 37 см и фокусным расстоянием 15 м.
С 28 марта по 2 апреля 2008 года в Ступинском районе Московской области проходил финал XXXV Всероссийского конкурса «Космос», организованного Всероссийским аэрокосмическим обществом «Союз». В нём приняли участие несколько сотен школьников — победителей первого, заочного, этапа. Трое веговцев стали победителями первого этапа и участниками финала «Космоса».
В апреле 2009 г. в городе-курорте Анапа прошёл заключительный этап очередной Всероссийской олимпиады школьников по астрономии. В нём приняло участие более 130 школьников из 36 регионов страны. Были среди них и веговцы, которые получили дипломы призёров.